# Newsserver
Als Newsserver bezeichnet man Server (Computer) auf denen Usenet-Nachrichten weitergeleitet, gespeichert und zur Verfügung gestellt werden.
Zum Abrufen von Usenet-Nachrichten – zumeist Artikel oder Postings genannt – wird in der Regel das Protokoll NNTP verwendet. Zur Weiterleitung der Artikel kommt ebenfalls das Protokoll NNTP zum Einsatz, aber auch die klassische Form der Artikelweitergabe per UUCP ist heute (2022) noch im Einsatz, wenn auch selten.
Der Betreiber eines Newsservers bestimmt, wie lange die Postings auf dem Server verbleiben (die so genannte Vorhaltezeit). 
Die Vorhaltezeit der von den meisten Internet-Providern angebotenen Newsservern ist meist sehr kurz und die Auswahl an Newsgroups sehr gering. 
Es haben sich aber auch kostenpflichtige Newsgroup-Diensteanbieter (in diesem Umfeld Payserver genannt) etabliert. Da neben normalen Textnachrichten auch Filme, Software und sonstige Daten abgelegt werden können kommt es hierbei auch zu Urheberrechtsverletzungen.

## Newsserver-Software

### Gebräuchliche Newsserver-Software

#### Im professionellen Umfeld
- INN
  - sehr großer Funktionsumfang, umfangreiche Erweiterungs- und Konfigurationsmöglichkeiten, dadurch auch etwas ressourcenintensiv
  - läuft unter Unix und Unix-artigen Betriebssystemen, ist freie Software unter einer Open-Source-Lizenz

- Diablo
  - ähnlich umfangreich und performant wie INN, läuft unter Unix und Unix-artigen Betriebssystemen, ist freie Software unter einer Open-Source-Lizenz

- DNews
  - kommerzielle Newsserver-Software
  - ähnlich umfangreich und performant wie INN
  - läuft unter Unix und Unix-artigen Betriebssystemen sowie unter Windows

- C News
  - ein Klassiker (existiert seit 1987) unter den Newsservern
  - Artikel-Austausch über UUCP oder NNTP, läuft unter Unix und Unix-artigen Betriebssystemen
  - seit den 1990er-Jahren weitgehend durch INN abgelöst

- WendzelNNTPd
  - Kleiner Usenet-Server für Linux/Unix/BSD Systeme, Open Source (GPLv3), IPv6-Support
  - Datenbank-Abstraktionslayer (Sqlite3/MySQL), Role Based Access Control (RBAC) und Access Control Lists (ACL), Unsichtbare Newsgroups, Automatische Verhinderung von Doppelpostings

#### Im Heim-Umfeld und in kleinen Organisationen
- Hamster
  - läuft unter Windows, geeignet für kleine Installationen bspw. im Heim-Umfeld

- Leafnode und sn
  - laufen unter Unix und Unix-artigen Betriebssystemen, für kleine Installationen bspw. im Heim-Umfeld

### Historische Newsserver-Software

#### B News
Existiert seit 1981 bis etwa 1993, erst 1991 gab es mehr C- als B-News-Sites (vgl. <news:1991Jul24.164118.19610@zoo.toronto.edu>), im heutigen Usenet ohne Modifikationen nicht mehr einsetzbar. Er führte Konzepte, Formate und Protokolle ein, die auch heute noch die Basis des Usenet darstellen. 

#### A News
Existiert seit 1979–1981 und war die erste Newsserver-Software der Welt. Vollkommen inkompatibel zu den Formaten und Protokollen des heutigen Usenet und wurde durch B News abgelöst.

## Links zu Newsserver-Software
- Windows News Servers

## Öffentliche Newsserver
- Eine recht vollständige Liste der Usenetserver im deutschsprachigen Raum wird von Sven Weise verwaltet Toter Eintrag umgeleitet auf den letzten Stand auf archive.org.
- Eine Liste der freien NNTP-Server Eine Newsserver-Suchmaschine.  Toter Eintrag umgeleitet auf den letzten Stand auf archive.org.
- Linkkatalog zum Thema Öffentliche Newsserver bei curlie.org (ehemals DMOZ)